# Wahlkreis Meiningen
Der Wahlkreis Meiningen war ein Landtagswahlkreis zur Landtagswahl in Thüringen 1990, der ersten Landtagswahl nach der Wiedergründung des Landes Thüringen. Er hatte die Wahlkreisnummer 39.
Der Wahlkreis umfasste den kompletten damaligen  Landkreis Meiningen mit folgenden Städten und Gemeinden:  Aschenhausen, Bauerbach, Behrungen, Belrieth, Berkach, Bettenhausen, Bibra, Birx, Dreißigacker, Einhausen, Einödhausen, Ellingshausen, Erbenhausen, Exdorf, Frankenheim/Rhön, Gerthausen, Haina, Helmershausen, Henneberg, Hermannsfeld, Herpf, Hümpfershausen, Jüchsen, Kaltensundheim, Kaltenwestheim, Leutersdorf, Mehmels, Meiningen, Melpers, Mendhausen, Metzels, Milz, Neubrunn, Nordheim, Oberkatz, Obermaßfeld-Grimmenthal, Oberweid, Oepfershausen, Queienfeld, Rentwertshausen, Rippershausen, Ritschenhausen, Römhild, Schwarzbach, Schwickershausen, Stedtlingen, Stepfershausen, Sülzfeld, Unterkatz, Untermaßfeld, Unterweid, Utendorf, Vachdorf, Wahns, Wallbach, Walldorf, Wasungen, Westenfeld, Wölfershausen, Wohlmuthausen und Wolfmannshausen.

## Ergebnisse
Die Landtagswahl 1990 fand am 14. Oktober 1990 statt und hatte folgendes Ergebnis für den Wahlkreis Meiningen:
| Direktkandidat | Partei (Kürzel) | Erststimmen (%) | Zweitstimmen (%) |
| -------------- | --------------- | --------------- | ---------------- |
| Adalbert Bauch | CDU             | 42,2            | 44,9             |
|                | Chr. L          | -               | 00,2             |
|                | DFD             | -               | 01,1             |
|                | REP             | -               | 01,3             |
|                | DBU             | -               | 00,4             |
|                | DSU             | 06,9            | 03,9             |
|                | F.D.P.          | 10,0            | 08,7             |
|                | LL-PDS          | 11,0            | 10,3             |
|                | NPD             | -               | 00,1             |
|                | NFGRDJ          | 09,7            | 06,6             |
|                | SPD             | 20,2            | 21,8             |
|                | UFV             | -               | 00,7             |

Es waren 51.204 Personen wahlberechtigt. Die Wahlbeteiligung lag bei 72,2 %.  Als Direktkandidat wurde Michael Krapp (CDU) gewählt. Er erreichte 42,2 % aller gültigen Stimmen.